# ラドン湖
ラドン湖（ラドンこ、希: Λίμνη Λάδωνα, 英: Ladon Lake）は、ギリシャ、ペロポネソス半島のアルカディア県の北西部にある人工湖である。

## 概要
ラドン湖はラドン川の上流域の人口の少ない山岳地帯にあり、自治体単位のゴルティナの、クレイトル、コンドヴァゼナ、トロパイアの村落に位置している。湖は1955年に完成したラドン水力発電ダムによって川の水が堰き止められて形成された。ダムはイタリアによる第二次世界大戦後の戦争賠償の一環として建設された。湖の面積は3,048平方メートル。かつては13世紀に建設された小さな橋が両岸をつないでいたが、雪解け水で水位が上昇する春以降は湖水に隠れており、現在はその近くに新しく大きな橋が建設されている。

## ギャラリー

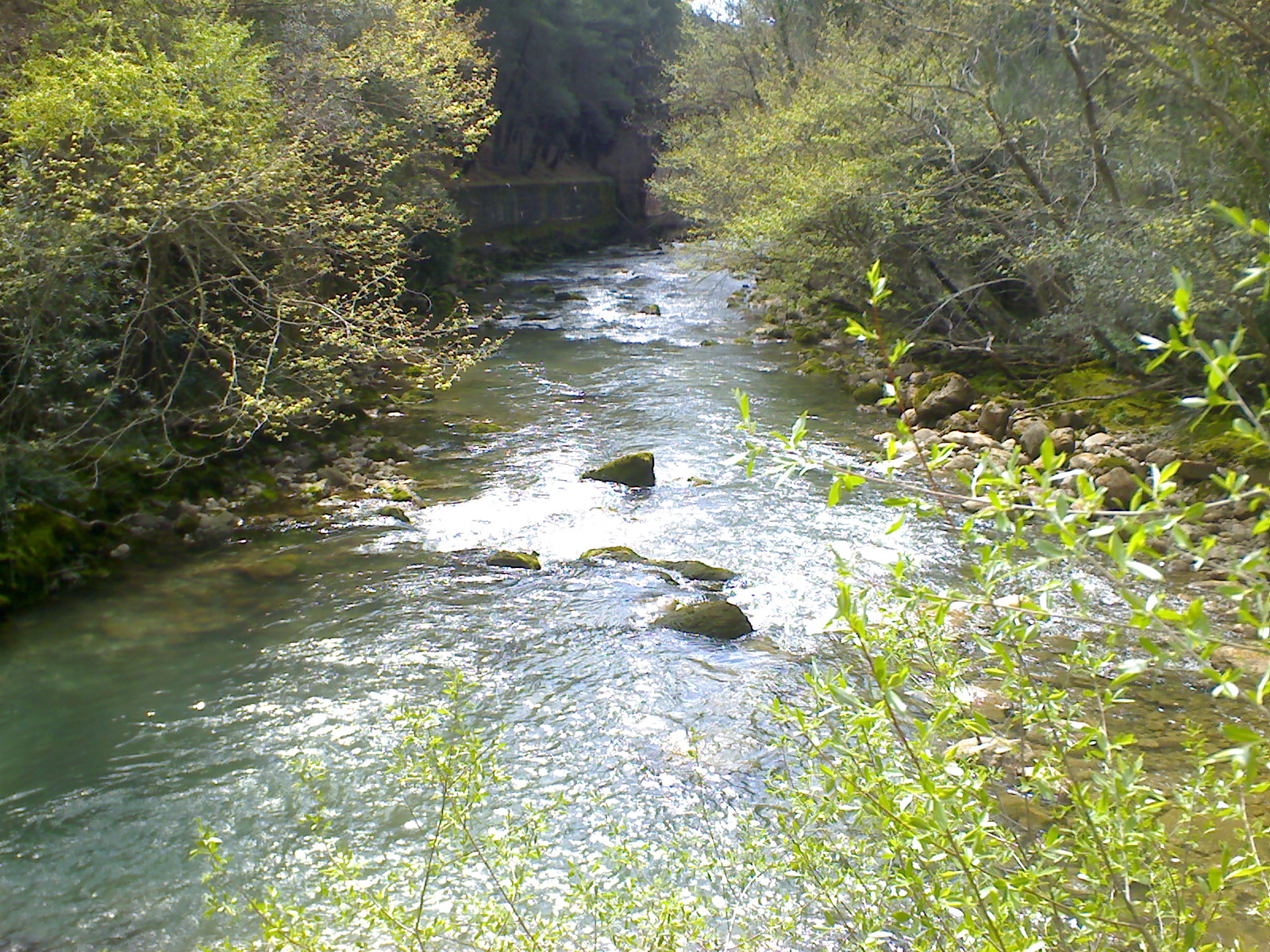
ラドン川
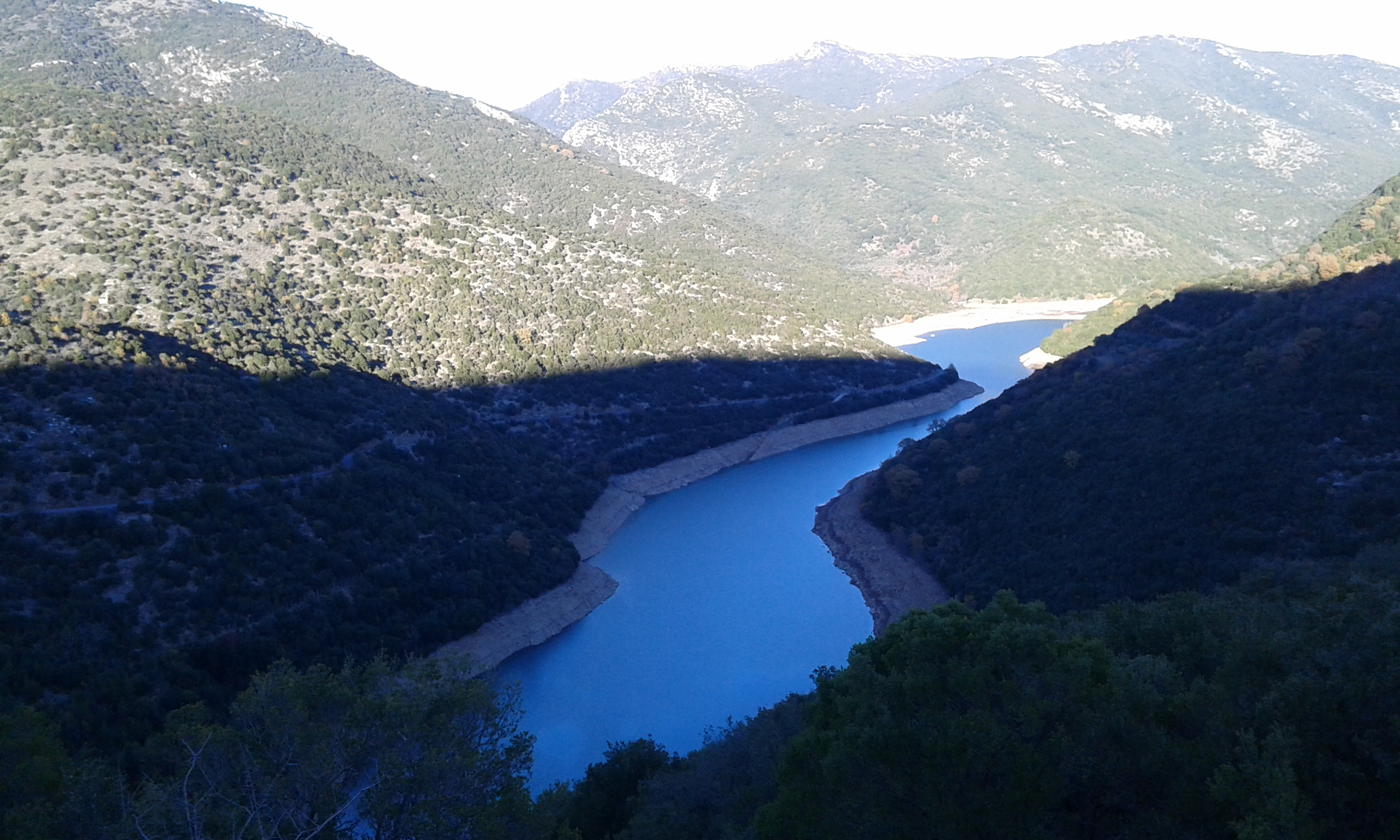
ラドン湖